# Hyllus guineensis
Hyllus guineensis är en spindelart som beskrevs av Berland, Millot 1941. Hyllus guineensis ingår i släktet Hyllus och familjen hoppspindlar. Inga underarter finns listade i Catalogue of Life.